# Werndorf
Werndorf è un comune austriaco di 2 279 abitanti nel distretto di Graz-Umgebung, in Stiria.